# Bollklubben Forward
Bollklubben Forward, ou simplesmente BK Forward, é um clube de futebol da Suécia fundado em 1934. Sua sede fica localizada em Örebro.